# 아다라
아다라(Adhara) 또는 큰개자리 엡실론(ε CMa)은 큰개자리 방향으로 지구로부터 약 405 광년 떨어져 있는 쌍성계이다. 겉보기등급은 1.51로 큰개자리에서 시리우스 다음으로 밝으며 밤하늘 전체에서 22번째로 밝다. 별의 천구 위치상 남반구에서 보다 관측하기 편하다. 분광형은 B2로 청색 초거성 또는 밝은 청색 거성이다. 아다라는 밤하늘에서 가장 밝게 빛나는 극자외선원인데 그 이유는 이 별과 지구 사이에 있는 성간매질 내 중성수소의 농도가 매우 낮기 때문이다. 별의 명칭은 아랍어 عذارى '아다라'에서 왔으며 그 뜻은 '처녀들'이다. 아다라 계의 구성원은 아다라 A와 B로 이들 중 밝은 쪽인 아다라 A에 2016년 8월 '아다라'가 공식 명칭으로 부여되었다.

## 관측

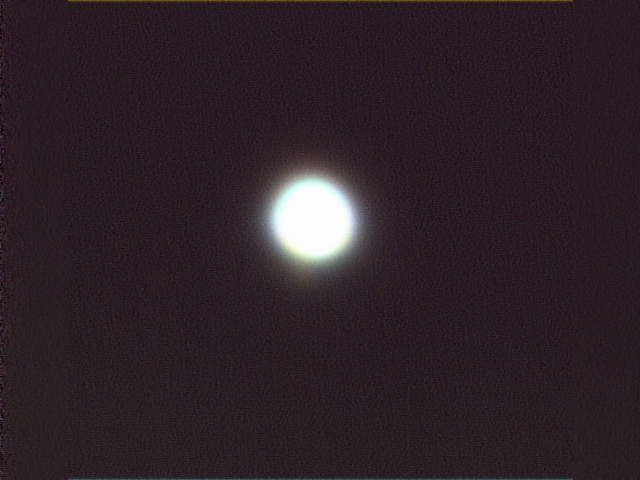
아다라.

요한 바이어가 이 별에 엡실론 문자(ε)를 부여하였지만 아다라는 큰개자리에서 시리우스 다음으로 밝은 별이다. 아다라는 시리우스 남쪽으로 십여 도 떨어진 곳에 있으며 청색으로 빛난다. 웨젠(큰개자리 델타, 겉보기 등급 1.83)과 알루드라(큰개자리 에타, 겉보기 등급 2.40)와 함께 삼각형 모양을 이룬다. 아다라는 삼각형의 서쪽 꼭짓점을 이루며, 웨젠은 북쪽, 알루드라는 동쪽 꼭짓점에 해당된다.
아다라의 천구상 위치는 적위 -28° 58'로 남반구 하늘에 속해 있다. 위치 때문에 북반구 관측자가 볼 때 이 별은 지평선에 가까이 붙어 있거나 아래로 가려 보이지 않는다. 반대로 남위 62°보다 아래쪽에 해당되는 남극 영역에서는 주극성으로 보인다. 겉보기등급은 +1.51로 광공해의 정도가 그리 심하지 않다면 도심지 중심부에서도 볼 수 있다.
아다라를 관측하기에 가장 적합한 때는 북반구에서 겨울이다.(자연히 남반구에서는 같은 시기에 해당되는 여름이다.) 별의 적위로 볼 때 북반구보다는 남반구 관측자가 더 오랫동안 관측할 수 있다.
약 470 만 년 전 아다라는 태양에서 약 34 광년 떨어져 있었으며 겉보기 밝기는 –3.99로 밤하늘에서 가장 밝았다.(금성과 비슷함) 이후 지금까지 이렇게 밝게 보이는 항성은 등장하지 않았으며 앞으로도 최소 500만 년 이내에는 등장하지 않을 것이다.

## 은하에서의 위치

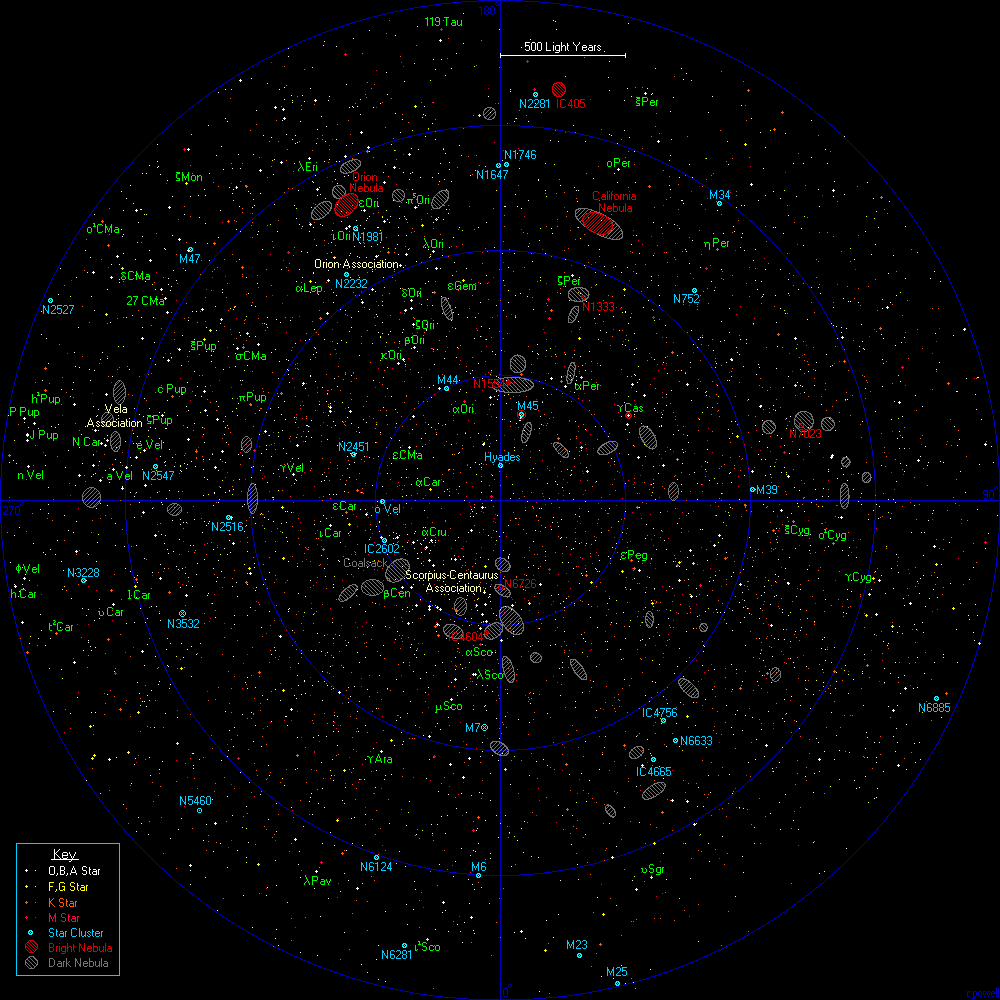
태양으로부터 2000 광년 이내 항성과 성운들의 지도. 은하면을 위에서 내려다본 모습을 가정했다. 그림의 위쪽과 아래쪽으로 갈수록 별의 밀도가 줄어들기 때문에 대략 그림의 범위가 오리온 팔의 너비임을 알 수 있다. 아다라(εCMa)는 첫 번째 범위인 500 광년 안쪽에 있다.

히파르코스 위성이 제공한 측성학적 자료를 통해 아다라의 시차를 새롭게 계산했으며 그 값은 8.05 ± 0.14 밀리초각이 나왔다. 따라서 지구로부터 아다라까지의 거리는 1 / 0.00805 파섹 = 124.02 파섹 또는 405 ± 7 광년이 나온다. 아다라와 태양은 우리은하 내 오리온 팔에 함께 위치해 있다. 아다라의 은하 좌표는 239.83°, -11.32°이다. 은경값 240°는 만약 은하면에 태양과 아다라를 잇는 가상의 선을 투사할 경우 이 선이 태양과 은하 중심을 잇는 가상의 선과 240° 각도를 이룬다는 뜻이다. 이는 아다라가 태양보다 은하 중심으로부터 조금 더 멀리 떨어져 있다는 뜻이다. 은위값 -11°는 태양과 은하 중심이 놓인 면보다 약간 남쪽으로 치우쳐 위치해 있다는 뜻이다.
아다라가 있는 방향의 하늘은 성간 가스의 농도가 특히 낮다. 따라서 항성이 복사하는 자외선 중 극소량만이 지구와 별 사이 이 얼마 되지 않는 가스에 흡수되어 흩어진다. 이 때문에 아다라는 밤하늘에서 가장 밝은 극자외선원이다.(504 ~ 760 Å 사이 대역) 아다라 방향의 성간매질이 이렇게 희박한 이유는 국부 거품이 확장되어 있기 때문으로 추정되며 이 거품은 최소 길이 300 파섹, 폭 50 파섹 규모의 터널 구조를 따라 형성되어 있다. 국부 거품에서 성간 매질의 밀도는 우리은하 내 평균에 비해 확연히 낮다. 아다라에서 나오는 빛을 흡수하는 주요인은 태양 가까이까지 확장되어 있는 국부 성간 구름이다. 이를 통해 이 구름 바깥의 관측자와 아다라 사이 공간의 가스 밀도는 극도로 낮음을 알 수 있다. 이 상황을 고려하면 아다라는 국부 성간 구름을 형성하는 수소 원자들을 이온화시키는 주요 원인으로, 이 별의 스펙트럼을 분석하여 성간 구름의 이온화 상태와 형태학에 대한 중요한 단서들을 얻을 수 있다.

## 물리적 특성

### 항성계
아다라는 쌍성이다. 주성 아다라 A는 겉보기등급 1.5에 분광형 B2에 속해 있다. A의 표면 온도는 22,200 켈빈에 이르기 때문에 청색 혹은 청백색으로 빛난다. A는 태양 38,700 개와 맞먹는 에너지를 방출하고 있으며 밤하늘에서 가장 밝은 극자외선원이다. A는 태양 근처 성간 가스의 수소 원자들을 이온화하는 광자를 강력하게 방출하는 항성이며 국부 성간 구름의 이온화 상태를 결정하는 데 있어 매우 중요한 천체이기도 하다.
+7.5 등급(절대 등급은 +1.9)의 동반성 아다라 B는 주성에 대해 방위각 161° 위치에 7.5"만큼 떨어져 있다. 두 구성원 사이의 각거리는 상대적으로 크지만 주성의 광도가 반성보다 250 배 강하기 때문에 최소 직경 75 밀리미터 이상의 망원경이 있어야 둘을 분리하여 관측할 수 있다. 반성의 분광형은 A에서 F 사이로 보이며 주성과의 거리는 최소 900 천문단위(약 1350억 킬로미터)로, 최소 7500년에 걸쳐 주성을 1회 공전한다.

### 주요 특징
아다라의 분광형은 B2로 표면온도가 20,990 ± 750 켈빈에 이르기 때문에 푸른 빛을 띤다. 표면 온도를 21,500 켈빈 또는 22,900 켈빈으로 언급한 논문들도 있다. 아다라의 광도분류는 보통 II(밝은 거성)로 표기하지만 Iab(중간 정도로 밝은 초거성)를 부여하는 경우도 종종 있다.
성간 기체에 의해 거의 영향을 받지 않는 광도와 스펙트럼 때문에 아다라의 매개변수들은 정확도가 높다. 1974년 Hambury Brown 연구진은 오스트레일리아 뉴사우스웨일스주 소재 내라브리 항성 강도 간섭계를 이용하여 아다라의 각지름을 측정하여 0.80 ± 0.05 밀리초각을 얻었다. 여기에 히파르코스 위성이 측정한 거리를 대입하면 항성의 반지름은 태양의 10.6 ± 0.7 배로 나온다. 반지름 값이 주어지면 항성의 질량을 측정하기 위해서는 표면중력을 알아야 한다. 아다라의 표면 중력값 log g는 논문에 따라 3이나 3.5로 추산한다. 이 불확실성의 한계는 매우 커서 아다라의 질량을 측정하기 어렵게 만든다. Aufdenberg 연구진은 1988년 아다라의 표면 중력을 log g = 3.2, 반지름을 태양의 11.3 ± 1.1 배로 가정하여 질량을 7.4 ± 3.0 M☉로 예상했다. 그러나 이 수치는 정확하지 않아 보이며 거리 · 겉보기 등급 · 표면 온도로부터 도출한 아다라의 광도는 대략 20,000 L☉이다. 1998년 Aufdenberg 연구진은 이 오차는 표면 중력 추정치가 너무 낮아서 생긴 것이고, 중력값을 log g = 3.5로 잡으면 반지름과 표면 중력으로부터 나오는 질량 예상값이 HR 도표상 아다라의 위치로부터 나오는 값에 가까워진다고 주장했다.
아다라의 자전축 근처에서 예상되는 자전 속도({\displaystyle v_{e}\cdot \sin i})는 초당 25 킬로미터부터 60 킬로미터까지 다양하다. 1970년 Bernacca & Perinotto는 자전 속도를 초속 35 킬로미터로 계산하여 항성의 1 자전 주기는 15일 이하일 것으로 예측했다. 보다 정확한 값을 알기 위해서는 자전축의 경사각을 알아야 하지만 아직까지 그 값이 명확하게 밝혀지지 않았다.
예상 나이가 2250만 년인 것으로 미루어 보아 아다라는 중심핵에서 수소를 융합하는 작용을 멈추기 시작하여 주계열을 막 떠난 것으로 보인다. 아다라는 앞으로 수백만 년 동안 부피가 늘어나 적색거성으로 진화할 것이다. 팽창 단계에서 질량을 많이 잃지 않는다면 아다라는 II형 초신성 폭발로 최후를 맞을 것이며 반대로 질량을 많이 잃을 경우 흔치 않은 네온-산소 백색왜성으로 진화할 것이다.

### 항성풍과 엑스선 방출
아다라는 연간 3~8 × 10-8 M☉의 질량을 우주로 방출하고 있다. 분광형 O와 B에 속하는 항성들이 그렇듯 아다라의 항성풍은 매우 빨라서 말단 속도는 초속 910 킬로미터에 이른다. 이 항성풍이 일으키는 섭동이 항성에서 나오는 엑스선의 원인인 것으로 보인다. 분광형 O와 B에 속하는 항성들은 전체 복사량 중 1000만 분의 1 비율로 엑스선을 방출한다. 이런 별들은 표면 가까이 대류층이 없어서 코로나도 없기 때문에 엑스선 방출의 다른 메커니즘을 고려해야 한다. 신뢰할 만한 가설들 중 하나로 이런 항성에서 나오는 복사가 불규칙한 이유는 항성 표면을 매우 빠른 속도로 탈출하는 항성풍이 난류를 일으키기 때문이라는 것이 있다. 항성풍은 온도가 100 ~ 200 만 켈빈인 플라스마가 만드는 상대적으로 약한 엑스선과, 600 ~ 800 만 켈빈의 플라스마가 만드는 강력한 엑스선으로 나뉜다.

## 명명법 및 문화
아다라(Adhara. '아다르드', '우다라', '우드라' 등으로도 표기한다.)는 이 별의 고유 명칭으로 아랍어 단어 عذارى (처녀)에서 왔다. 2016년 국제천문연맹(IAU)은 항성들의 고유 명칭을 표준화하고 목록화할 목적으로 항성명칭 워킹그룹(WGSN)을 구성했다. WGSN이 정한 명칭 부여 규칙 중 하나는 항성계 구성원이 둘 이상일 경우 계 전체가 아니라 개개의 별에 고유 명칭을 부여하는 것이다. 위원회는 2016년 8월 21일 아다라를 큰개자리 엡실론 A의 공식 명칭으로 승인했다. 현재 아다라는 IAU의 항성 명칭 목록에 실려 있다.
아다라는 17세기 《알 악사시 알 무아케트 성표》에 '아오울 알 아드자리'(أول العذاري)로 수록되어 있다. 이는 라틴어 Prima Virginum으로 번역되었으며 의미는 '처녀들 중 첫 번째'이다. 상기 '처녀들'(العذاري, 알 아다라)을 구성하는 항성들은 웨젠, 알루드라, 큰개자리 오미크론2(타니흐 알 아드자리)이다.
큰개자리 엡실론(ε CMa)은 이 쌍성계를 바이어 명명법에 따라 부르는 이름이다. 계를 이루는 두 구성원의 명칭 큰개자리 엡실론 A(아다라 A)와 큰개자리 엡실론 B(아다라 B)는 워싱턴 다중성 성표(WMC)가 정한 규칙에 따른 이름으로 국제천문연맹도 도입하여 사용하고 있다.
중화권에서 아다라는 정수(井宿)의 호시(弧矢, 활과 화살)에 속해 있다. 호시의 구성원은 아다라, 웨젠, 알루드라, 큰개자리 카파, 고물자리 오미크론, 고물자리 파이, 고물자리 카이, HD 63032, 고물자리 K이다. 이 중 아다라 하나만을 부르는 이름은 호시7(弧矢七)이다.
아다라는 브라질의 국기에 등장하며 토칸칭스주를 상징한다. USS 아다라 (AK-71)는 이 별의 이름을 딴 미국 해군 크레이터급 화물선이었다.